# Molja fyr

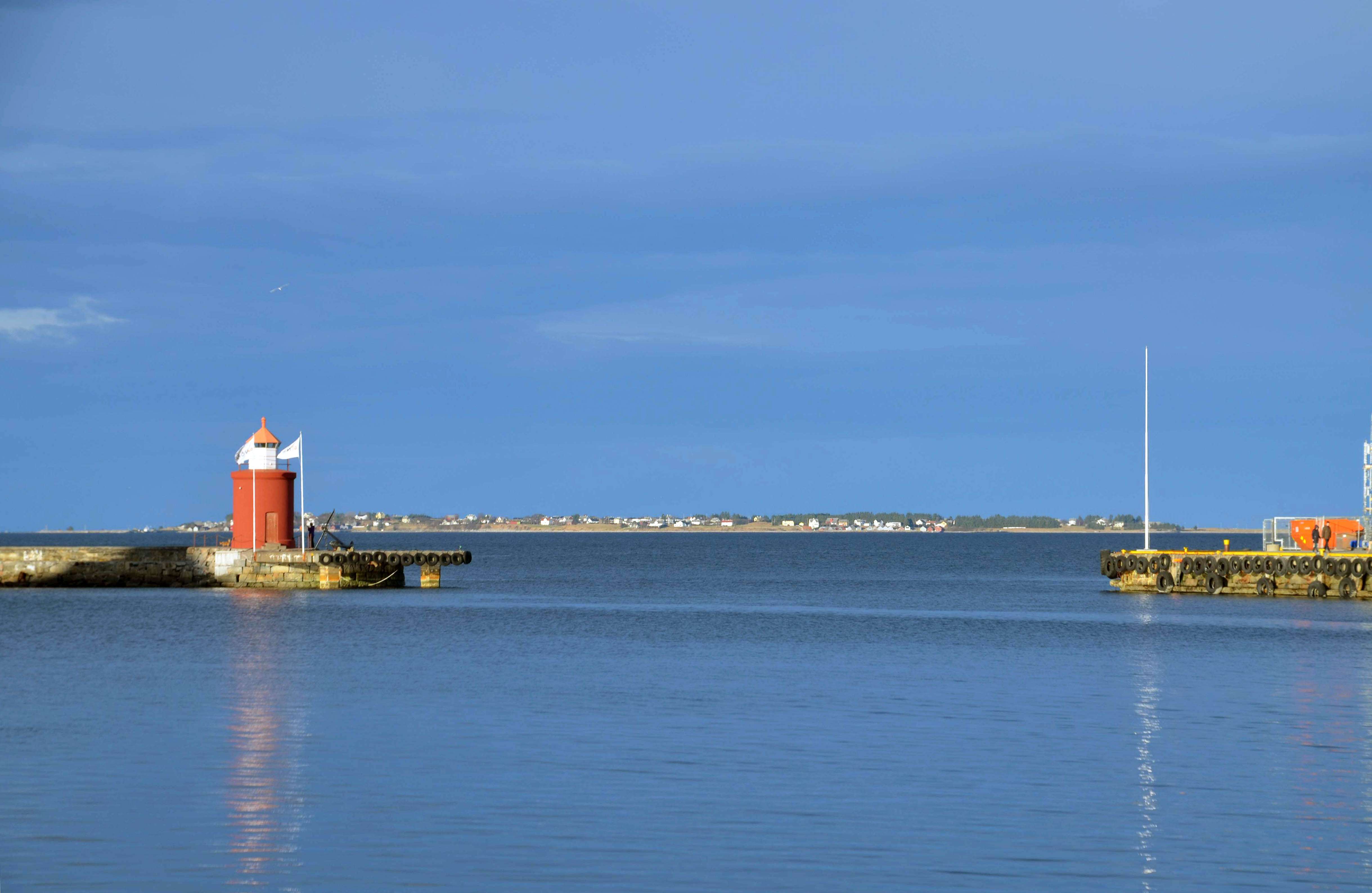
Blick vom Hafen auf die Einfahrt, 2014

Molja fyr, auch Ålesund fyrstasjon, ist ein Leuchtturm im Hafen der Stadt Ålesund an der westnorwegischen Küste im Fylke Møre og Romsdal.
Der runde Leuchtturm wurde im Jahr 1858 auf der Spitze der bereits 1854 errichteten Mole auf der Südseite der Hafeneinfahrt gebaut. 1889 wurde das Leuchtfeuer des Turms modernisiert.
Der rote Turm trägt auf seiner Nordseite groß die norwegische Inschrift SAKTE FART (deutsch: langsame Geschwindigkeit), mit der die in den Hafen einfahrenden Schiffe zu einer für den Hafen angemessenen Geschwindigkeit aufgefordert werden.
Heute wird der Turm als 12 m² großes Zimmer Nummer 47 des Ålesunder Hotels Brosundet betrieben und häufig für Flitterwochen genutzt. Im Erdgeschoss besteht ein Bad, im oberen Geschoss ein Schlafzimmer. Die Gestaltung erfolgte durch das Architekturbüro Snøhetta.
In der Sendung Horst Lichter sucht das Glück des ZDF aus dem Jahr 2017 besucht Horst Lichter den Leuchtturm, in dem sein Freund Jenke übernachtet. Am landseitigen Ende der Mole befindet sich das Fischereimuseum Ålesund.